# Gerson Pessoa
Gerson Dias Pessoa (Osasco, 31 de outubro de 1982), é um político brasileiro filiado ao Podemos. Foi eleito deputado estadual por São Paulo em 2022. É o atual prefeito de Osasco.Exerceu o cargo secretário de de Tecnologia, Inovação e Desenvolvimento na gestão de Rogério Lins a frente da prefeitura.

## Desempenho Eleitoral
| Ano  | Eleição               | Cargo             | Partido | Partido | Coligação | Vice              | Votos   | Votos  | Votos | Resultado | Ref               |
| Ano  | Eleição               | Cargo             | Partido | Partido | Coligação | Vice              | Total   | %      | P.    | Resultado | Ref               |
| ---- | --------------------- | ----------------- | ------- | ------- | --- | ----------------- | ------- | ------ | ----- | --------- | ----------------- |
| 2022 | Estadual de São Paulo | Deputado Estadual |         | Podemos | Sem coligação | —                 | 143.704 | 0,62%  | —     | Eleito    | [ 5 ]             |
| 2024 | Municipal de Osasco   | Prefeito          |         | Podemos | Pra Seguir Cuidando de Osasco (REP, PP, PDT, MDB, PODE, PL, PRD, PRTB, MOBILIZA, Agir, PSB, UNIÃO, PSD , Avante, Solidariedade, Fed.PSDB Cidadania) | Lau Alencar (PSD) | 285.998 | 75,28% | 1°    | Eleito    | [ 6 ] [ 7 ] [ 8 ] |